# Rue Basse-Sauvenière
La rue Basse-Sauvenière est une rue ancienne du centre historique de Liège (Belgique). 

## Odonymie
La Sauvenière est un ancien bras de la Meuse qui coulait en bordure de la rue avant son assèchement au début du XIXe siècle. 
Sauvenière viendrait du latin Sabulonaria qui signifie sablière, gisement de sable qui était jadis exploité dans ce quartier. 
Trois voiries de ce quartier portent ce nom : la rue Basse-Sauvenière qui longeait la rive gauche de cet ancien bras de Meuse, la rue Haute-Sauvenière qui s'en extrait en direction de la colline de Publémont et le boulevard de la Sauvenière qui a pris la place de ce bras asséché.

## Historique et description
L'étroite rue pavée a donc longé pendant environ huit siècles la rive gauche de la Sauvenière reliant alors le centre de Liège (actuellement la place Verte) au pied du Thier de la Fontaine. Les constructions d'immeubles sur le boulevard de la Sauvenière à partir du XIXe siècle ont relégué la rue au second plan. Aujourd'hui, la rue a totalement perdu sa fonction et son lustre d'antan. Depuis le début des années 2010, une section d'une petite centaine de mètres de la voirie est même supprimée et se perd dans un terrain vague à la suite des démolitions d'immeubles du boulevard comme celui du journal La Meuse en attendant une reconstruction future. Du côté ouest, la rue se prolonge par un sentier (fermé) menant à la rue des Bégards.

## Patrimoine
Trois anciens immeubles de la rue sont à épingler.
- La maison située au no 2 est reprise à l'inventaire du patrimoine culturel immobilier de la Wallonie. Elle date de la première moitié du XIXe siècle[1].
- La petite maison du no 27 édifiée vers 1760[2] est reprise sur la liste du patrimoine immobilier classé de Liège depuis 1977.
- La façade principale de l'hôtel de Lonneux de Huy est située au no 47 alors que la façade arrière donne sur le boulevard de la Sauvenière (no 42). Les bâtiments construits en 1723 présentant six travées et deux étages[3] sont occupés par le consulat du Maroc. Cet hôtel particulier est aussi repris sur la liste du patrimoine immobilier classé de Liège depuis 1977.

## Voies adjacentes
- Place Verte
- Rue Haute-Sauvenière
- Rue de la Montagne
- Boulevard de la Sauvenière